# Тревенцуоло
Тревенцуоло (итал. Trevenzuolo) је насеље у Италији у округу Верона, региону Венето.
Према процени из 2011. у насељу је живело 1262 становника. Насеље се налази на надморској висини од 31 м.

## Становништво
Према резултатима пописа становништва 2011. у општини је живело 2.731 становника.
| 1931. | 1936. | 1951. | 1961. | 1971. | 1981. | 1991. | 2001. | 2011. |
| ----- | ----- | ----- | ----- | ----- | ----- | ----- | ----- | ----- |
| 3.331 | 3.356 | 3.717 | 2.908 | 2.511 | 2.467 | 2.353 | 2.424 | 2.731 |